# گشانووو
گشانووو (به بلغاری: Geshanovo) یک منطقهٔ مسکونی در بلغارستان است که در شهرستان دوبریچکا واقع شده‌است.